# Vrede van Lissabon
De Vrede van Lissabon is een vredesakkoord, afgesloten tussen Alfons VI van Portugal en Karel II van Spanje op 13 februari 1668, met bemiddeling van Karel II van Engeland. 
Na de Portugese Restauratieoorlog en enkele Spaanse expedities zonder resultaat, zag Spanje  af van verdere pogingen om koninkrijk Portugal nog langer bij het Spaanse territorium in te lijven. In ruil daarvoor kreeg Spanje de zeggenschap over de exclave Ceuta.